# Аудергем
Аудергем (на френски: Auderghem; на нидерландски: Oudergem) е селище в Централна Белгия, една от 19-те общини, съставляващи Столичен регион Брюксел. Намира се на 5 km югоизточно от центъра на град Брюксел, в долината на река Волюве и в края на гората Соан. Населението му е 33 740 души (по приблизителна оценка от януари 2018 г.).
В миналото селата Аудергем, Ватермал и Босворде са образували една община. Френската администрация, установена през 1794, ги разделя, а през 1811 Наполеон I отоново ги обединява. През 1863 са създадени две отделни общини – Аудергем и Ватермал-Босворде, като по това време Аудергем има едва 1600 жители. Населението му нараства след построяването на железопътна линия до Брюксел и на булеварда „Ворстлан“ през 1910 г.

## Известни личности
Починали в Аудергем
- Хюго ван дер Гус (1435 – 1485), художник